# Кушты
Кушты (чечен. Кошта) — горная вершина в Итум-Калинском районе Чечни; находится в междуречье Аргуна и Шароаргуна; высота — 2132 метра.

## Название
Этимология оронима неясна, но не исключено, что в основе топонима лежит чеченское «кешнийн» — «кладбище»; топоформант «ты» (та) — выступает в значении «на».

## Гелен-Корт
Гелен-Корт буквально — «Солнечная вершина», происходит от бога солнца Гелы. На данной вершине совершались культовые обряды и праздники в честь Гелы во времена полетеизма. Вершина тайпа Зумсой.

## Общие сведения
Здесь же неподалёку от горы, раскинулись развалины древнего аула Кяшта с мечетью Кештара междиг. В настоящее время мечеть не имеет крыши; каждый камень обработан и положен впритык.
По всей видимости, камень не местного происхождения, а привозной. Строил мечеть житель аула Бугара — Иса. В черте бывшего аула имеются развалины жилой башни Каштархойн гала — «башни каштархойцев».